# Tiaoali Savea
Tiaoali Savea (* 11. Februar 1980 oder 1985 auf Amerikanisch-Samoa), auch in der Schreibweise Tiaoali’l Savea, ist ein ehemaliger amerikanisch-samoanischer Fußballspieler auf der Position eines Torhüters. Er war zuletzt bei Pago Youth und in der amerikanisch-samoanischen Fußballnationalmannschaft aktiv.

## Karriere

### Verein
Seine Karriere auf Vereinsebene verbrachte Savea in seiner amerikanisch-samoanischen Heimat, wo er ab dem Jahr 2000 im Kader des Hauptstadtvereins Pago Youth stand. Ob er dem Verein bereits davor angehörte, ist aus den Quellen ebenso nicht ersichtlich wie genaue Daten über die Anzahl seiner Einsätze. Hier nahm er, an der Seite von Savaliga Afu und Soga Maina, an der erstklassigen FFAS Senior League teil, konnte jedoch keine Erfolge erzielen. Auch in den folgenden sieben Spielzeiten konnte er mit der Mannschaft keine Vereinstitel gewinnen. Erst in der Saison 2008 gewann er an der Seite von Uasilaʻa Heleta und Soe Falimaua seine erste Landesmeisterschaft. Zwei Jahre später feierte er, nach dem Sieg im Finale der Meisterschaft gegen die Mannschaft des Black Roses FC (6:2), seinen zweiten Vereinstitel. Im Nationalen Pokal unterlag er hingegen mit der Mannschaft den Gegner Lion Heart FC mit 5:3 n. E. Den Landesmeistertitel konnte er mit der Mannschaft in den zwei folgenden Spielzeiten erfolgreich verteidigen. Ob Savea seine Vereinskarriere nach Ablauf der Saison im Jahr 2012 beendete, weiterhin im Kader von Pago Youth verblieb oder zu einem anderen Verein wechselte und dort seine Karriere fortführte, ist nicht bekannt. 

### Nationalmannschaft
Sein Debüt für die amerikanisch-samoanische Fußballnationalmannschaft gab Savea am 7. April 2001, im Rahmen der Qualifikation zur Fußball-Weltmeisterschaft 2002 unter Trainer Tunoa Lui, gegen die Auswahl von Fidschi (13:0). Nur vier Tage später war er, neben Torhüter Nicky Salapu, Ben Falaniko und Darrell Ioane, Teil der Mannschaft die bei der 0:31-Niederlage gegen Australien, die höchste jemals erzielte Niederlage in einem Fußball-Länderspiel zweier A-Nationalmannschaften hinnehmen musste. Sein letztes Spiel im Trikot der Boys from the Territory absolvierte Savea drei Tage später am 18. November 2013, im WM-Qualifikationsspiel ebenfalls unter Trainer Tunoa Lui, gegen die Auswahl des pazifischen Inselstaates Tonga (0:5). Insgesamt absolvierte er vier Länderspiele.

### Erfolge
Amerikanisch-samoanischer Meister (4): 2008, 2010, 2011, 2012